# Cavillargues
Cavillargues är en kommun i departementet Gard i regionen Occitanien i södra Frankrike. Kommunen ligger i kantonen Bagnols-sur-Cèze som tillhör arrondissementet Nîmes. År 2022 hade Cavillargues 847 invånare.

## Befolkningsutveckling
Antalet invånare i kommunen Cavillargues
Referens:INSEE